# Drosophila hypomelana
Drosophila hypomelana este o specie de muște din genul Drosophila, familia Drosophilidae, descrisă de Toyohi Okada și Carson în anul 1983. Conform Catalogue of Life specia Drosophila hypomelana nu are subspecii cunoscute.